# Enrico IV di Castiglia
Enrico di Trastámara, detto Enrico l'Impotente (el Impotente) (Enrique in spagnolo e in asturiano, Enric in catalano,  Henrique in portoghese, in galiziano e in aragonese e Henrike in basco, Henri in francese, Henry in inglese, Heinrich in tedesco e Hendrik in fiammingo, Henricus in latino; Valladolid, 25 gennaio 1425 – Madrid, 11 dicembre 1474), è stato re di Castiglia e León dal 1454 al 1474, quinto monarca della casa dei Trastámara a sedere sul trono di Castiglia e León, nonché re d'Aragona e conte di Barcellona e delle contee catalane tra il 1462 e il 1463.

## Origine
Figlio terzogenito (unico maschio) del re di Castiglia e León, Giovanni II di Trastamara e della sua prima moglie, Maria di Castiglia e Aragona (1396 – 1445). Era anche fratellastro di Isabella I di Castiglia, la Cattolica.

## Biografia
Enrico, subito alla nascita, nel 1425, fu proclamato principe delle Asturie, quindi erede al trono di Castiglia.
Il 15 settembre 1440, a Valladolid, all'età di quindici anni, Enrico sposò Bianca di Trastámara, figlia terzogenita (seconda femmina) del principe di Castiglia e León e d'Aragona, re di Navarra e duca di Peñafiel, futuro re della corona d'Aragona e di Sicilia, Giovanni II e della sua prima moglie, la regina di Navarra ed ex regina consorte di Sicilia, Bianca di Navarra.
Constatato che il matrimonio non aveva generato alcuna discendenza e che non era stato ancora consumato (in una visita ufficiale Bianca risultò essere ancora vergine), papa Niccolò V, nel 1453, sciolse il legame per consanguineità(Enrico e Bianca erano cugini primi, infatti il padre di Bianca, Giovanni II era fratello di Maria, la madre di Enrico). Bianca rientrò in Navarra e, nel 1461, alla morte del fratello, Carlo, fu di diritto regina di Navarra, ma non poté mai esercitare il potere, perché il padre, Giovanni II, glielo impedì, anzi fu imprigionata nel castello di Moncada, a Orthez, dove il 2 dicembre del 1464, Bianca morì avvelenata, molto probabilmente per ordine della sorella Eleonora di Navarra, che le subentrò nel titolo di regina di Navarra.
Nel 1454, alla morte del padre, Enrico gli successe sul trono di Castiglia e León, ereditando una situazione molto difficile, con la nobiltà che, ormai sfuggita al controllo della corona, ordiva intrighi e creava scandali in continuazione. Comunque appena salito al trono riprese la guerra contro il regno di Granada, così come avevano fatto suo padre, Giovanni II, e suo nonno, Enrico III, prima di lui.
Il 20 maggio 1455, a Cordova, Enrico si sposò in seconde nozze con Giovanna del Portogallo, figlia postuma del re del Portogallo Edoardo e di Eleonora (1402-1445). La sorella di Giovanna, Eleonora del Portogallo (1434-1467), aveva sposato l'imperatore del Sacro Romano Impero, Federico III.
Nel 1462, dopo che le Cortes di Catalogna emanarono un decreto che dichiarava il re, Giovanni II di Aragona e la regina, Giovanna Enríquez della corona d'Aragona, nemici della Catalogna, offrirono la contea di Barcellona a Enrico IV. Enrico accettò ed entrò in territorio catalano con le proprie truppe obbligando Giovanni a desistere dall'assedio di Barcellona. Giovanni allora riunì le forze che ancora simpatizzavano per lui in Castiglia, minacciò Enrico e, alla fine del 1463, lo costrinse a rinunciare alla contea di Barcellona in cambio della rinuncia a tutte le sue rendite e feudi che possedeva in Castiglia.

Dall'unione con Giovanna, nel 1462, finalmente nacque il legittimo erede al trono, una figlia, Giovanna. Quando, nel 1454, Enrico era divenuto re di Castiglia il titolo di principe delle Asturie era passato al suo fratellastro, Alfonso (1453 - 1468), che da una delle fazioni di nobili di corte già veniva chiamato Alfonso XII; ora questa fazione, molto abilmente aveva messo in giro la diceria, probabilmente inventata, che la figlia di Giovanna del Portogallo non fosse stata generata da Enrico IV, ma da uno dei migliori amici di Enrico, Beltrán de la Cueva, che in quegli anni aveva fatto una rapida carriera alla corte castigliana. E da allora le fazioni contrarie al re cominciarono a denominare Giovanna con il soprannome Beltraneja. Anche il primo ministro di Enrico IV, Juan Pacheco marchese di Villena, che godeva della fiducia del re, complottò contro Enrico in favore del suo fratellastro Alfonso.
Le due fazioni della nobiltà castigliana cercarono di far nominare erede al trono ciascuna il proprio candidato e le Cortes, nel 1464, si pronunciarono a favore di Giovanna, riconoscendola figlia legittima. I nobili della fazione avversa però, nel 1465, tennero un'assemblea ad Ávila (Farsa di Ávila), dove, senza averne alcun diritto, processarono il re in un processo-farsa, privo di ogni legalità. Il sovrano fu infatti deposto e allontanato dal trono con una cerimonia grottesca: nelle vesti di un fantoccio con scettro e corona, dopo la condanna fu scaraventato a terra e Alfonso (Alfonso XII) venne proclamato re dal marchese di Villena.
Tale oltraggio produsse una forte reazione (tanto che i sostenitori della sorella di Alfonso, Isabella, rimasero neutrali) a favore di Enrico che riuscì a raccogliere un esercito per opporsi al sopruso subito. I due eserciti si scontrarono, nelle vicinanze di Olmedo, dove Alfonso si era acquartierato, il 20 agosto del 1467; Enrico, dopo uno scontro incerto, riportò la vittoria, ma non entrò in Olmedo, permettendo agli avversari di sostenere di aver vinto.
Il re, Enrico, di carattere debole, non seppe reprimere le continue ribellioni, e, anche dopo la morte di Alfonso (1468), la nobiltà gli impose di firmare un trattato, il Trattato dei Tori di Guisando nel quale riconosceva di fatto l'illegittimità di Giovanna, designando come erede, nominandola principessa delle Asturie, la propria sorellastra, Isabella.
Nel 1469, però, dopo che la sorellastra si era sposata, contro la sua volontà, con l'erede al trono di Aragona, Ferdinando, ritrattò il precedente accordo, giurò pubblicamente, assieme alla moglie, che Giovanna era sua figlia legittima e la proclamò principessa delle Asturie, cioè erede al trono, con la Cerimonia de la Val de Lozoya, un prato vicino a Buitrago. Inoltre per rafforzare questa decisione fidanzò, il 26 ottobre 1470, la figlia Giovanna con il figlio ultimogenito del re di Francia, Carlo VII, e di Maria d'Angiò, Carlo di Francia, duca di Berry, ma le Cortes rifiutarono di confermare il fidanzamento.
I sostenitori di Isabella non cambiarono idea, ritenendone legittima la successione, anche perché, nel 1474, Giovanna del Portogallo, per via delle relazioni extramatrimoniali (una di queste relazioni era con Pietro di Castiglia, discendente da Pietro I, al quale diede due figli illegittimi da cui discesero i signori di Guadalajara), era stata ripudiata da Enrico IV che dichiarò che il matrimonio non era mai stato valido; così si crearono le condizioni per una guerra civile tra i sostenitori di Isabella I e quelli di Giovanna la Beltraneja, che puntualmente alla sua morte nel 1474, si verificò. La guerra si concluse nel 1479 con la vittoria dei seguaci di Isabella I di Castiglia.
Enrico IV morì, nel 1474, fu tumulato nel Monastero di Guadalupe, nella provincia di Cáceres, accanto a sua madre.

## Discendenza
Enrico e Giovanna ebbero una sola figlia:
- Giovanna (1462-1530), principessa delle Asturie sposò nel 1475 lo zio Alfonso V del Portogallo.

## Ascendenza
|                                        |                                    |                                               | Genitori                               |  |  | Nonni |  |  | Bisnonni                          |  |  | Trisnonni                              |  |
|                                        |                                    |                                               |                                        |  |  |       |  |  | 8. Juan I, re di Castiglia e León |  |  | 16. Enrique II, re di Castiglia e León |  |
|                                        |                                    |                                               |                                        |  |  |       |  |  | 8. Juan I, re di Castiglia e León |  |  | 16. Enrique II, re di Castiglia e León |  |
|                                        |                                    | 17. Juana Manuel de Villena                   |                                        |  |  |       |  |  | 8. Juan I, re di Castiglia e León |  |  |                                        |  |
| 4. Enrique III, re di Castiglia e León |                                    |                                               |                                        |  |  |       |  |  | 8. Juan I, re di Castiglia e León |  |  |                                        |  |
|                                        |                                    | 9. Elionor d'Aragó i de Sicília               | 18. Pere IV, re d'Aragona              |  |  |       |  |  |                                   |  |  |                                        |  |
|                                        |                                    | 9. Elionor d'Aragó i de Sicília               | 18. Pere IV, re d'Aragona              |  |  |       |  |  |                                   |  |  |                                        |  |
|                                        |                                    | 9. Elionor d'Aragó i de Sicília               | 19. Eleonora di Sicilia                |  |  |       |  |  |                                   |  |  |                                        |  |
| 2. Juan II, re di Castiglia e León     |                                    | 9. Elionor d'Aragó i de Sicília               |                                        |  |  |       |  |  |                                   |  |  |                                        |  |
|                                        |                                    | 10. John, duca di Lancaster                   | 20. Edward III, re d'Inghilterra       |  |  |       |  |  |                                   |  |  |                                        |  |
|                                        |                                    | 10. John, duca di Lancaster                   | 20. Edward III, re d'Inghilterra       |  |  |       |  |  |                                   |  |  |                                        |  |
|                                        |                                    | 10. John, duca di Lancaster                   | 21. Philippa de Hainaut                |  |  |       |  |  |                                   |  |  |                                        |  |
| 5. Catherine of Lancaster              |                                    | 10. John, duca di Lancaster                   |                                        |  |  |       |  |  |                                   |  |  |                                        |  |
|                                        |                                    | 11. Constanza de Castilla                     | 22. Pedro I, re di Castiglia e León    |  |  |       |  |  |                                   |  |  |                                        |  |
|                                        |                                    | 11. Constanza de Castilla                     | 22. Pedro I, re di Castiglia e León    |  |  |       |  |  |                                   |  |  |                                        |  |
|                                        |                                    | 11. Constanza de Castilla                     | 23. María de Padilla                   |  |  |       |  |  |                                   |  |  |                                        |  |
| 1. Enrique IV, re di Castiglia e León  |                                    | 11. Constanza de Castilla                     |                                        |  |  |       |  |  |                                   |  |  |                                        |  |
|                                        | 12. Juan I, re di Castiglia e León | 24. Enrique II, re di Castiglia e León (= 16) |                                        |  |  |       |  |  |                                   |  |  |                                        |  |
|                                        | 12. Juan I, re di Castiglia e León | 24. Enrique II, re di Castiglia e León (= 16) |                                        |  |  |       |  |  |                                   |  |  |                                        |  |
|                                        | 12. Juan I, re di Castiglia e León | 25. Juana Manuel de Villena (= 17)            |                                        |  |  |       |  |  |                                   |  |  |                                        |  |
| 6. Ferran I, re d'Aragona              | 12. Juan I, re di Castiglia e León |                                               |                                        |  |  |       |  |  |                                   |  |  |                                        |  |
|                                        |                                    | 13. Elionor d'Aragó i de Sicília              | 26. Pere IV, re d'Aragona (= 18)       |  |  |       |  |  |                                   |  |  |                                        |  |
|                                        |                                    | 13. Elionor d'Aragó i de Sicília              | 26. Pere IV, re d'Aragona (= 18)       |  |  |       |  |  |                                   |  |  |                                        |  |
|                                        |                                    | 13. Elionor d'Aragó i de Sicília              | 27. Eleonora di Sicilia (= 19)         |  |  |       |  |  |                                   |  |  |                                        |  |
| 3. Maria d'Aragó i d'Alburquerque      |                                    | 13. Elionor d'Aragó i de Sicília              |                                        |  |  |       |  |  |                                   |  |  |                                        |  |
|                                        |                                    | 14. Sancho, conte d'Alburquerque              | 28. Alfonso XI, re di Castiglia e León |  |  |       |  |  |                                   |  |  |                                        |  |
|                                        |                                    | 14. Sancho, conte d'Alburquerque              | 28. Alfonso XI, re di Castiglia e León |  |  |       |  |  |                                   |  |  |                                        |  |
|                                        |                                    | 14. Sancho, conte d'Alburquerque              | 29. Leonor de Guzmán                   |  |  |       |  |  |                                   |  |  |                                        |  |
| 7. Leonor de Alburquerque              |                                    | 14. Sancho, conte d'Alburquerque              |                                        |  |  |       |  |  |                                   |  |  |                                        |  |
|                                        |                                    | 15. Beatriz de Portugal                       | 30. Pedro I, re del Portogallo         |  |  |       |  |  |                                   |  |  |                                        |  |
|                                        |                                    | 15. Beatriz de Portugal                       | 30. Pedro I, re del Portogallo         |  |  |       |  |  |                                   |  |  |                                        |  |
|                                        |                                    | 15. Beatriz de Portugal                       | 31. Inés de Castro                     |  |  |       |  |  |                                   |  |  |                                        |  |
|                                        |                                    | 15. Beatriz de Portugal                       |                                        |  |  |       |  |  |                                   |  |  |                                        |  |

## Galleria d'immagini

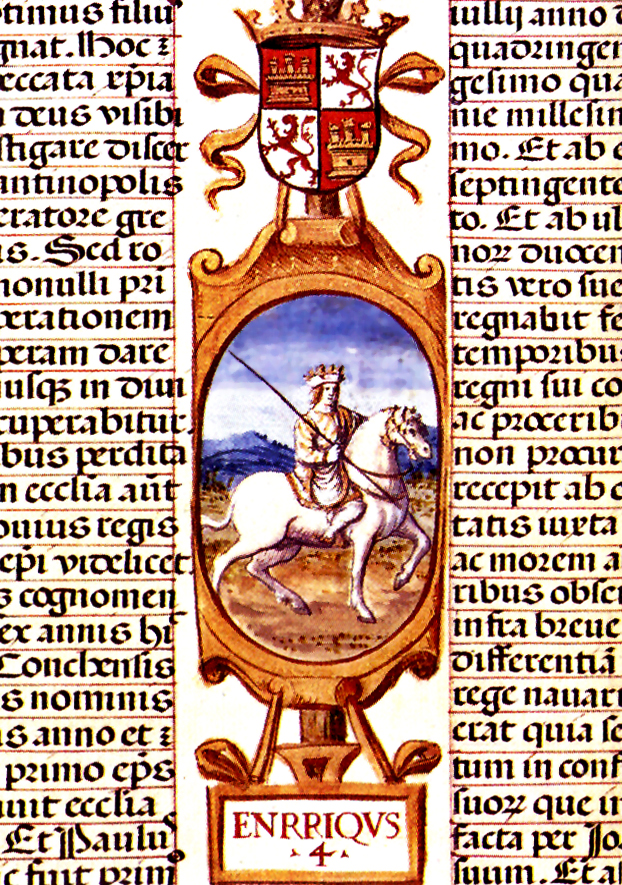
Enrico IV di Castiglia e di León
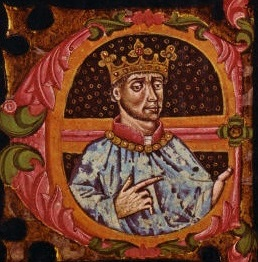
Rappresentazione in un manoscritto